# Apogon multitaeniatus
Apogon multitaeniatus är en fiskart som beskrevs av Cuvier 1828. Apogon multitaeniatus ingår i släktet Apogon och familjen Apogonidae. Inga underarter finns listade i Catalogue of Life.

## Bildgalleri

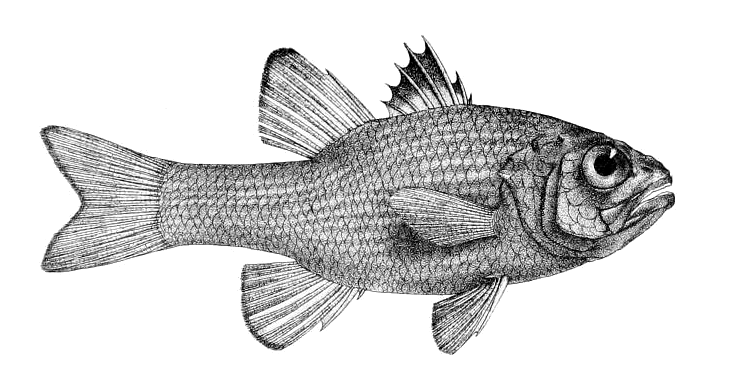